# Scream (álbum de Ozzy Osbourne)
Scream é o décimo primeiro álbum de estúdio de Ozzy Osbourne, lançado no Reino Unido no dia 14 de junho de 2010. O album foi gravado no estudio particular de Osbourne, chamado "The Bunker", em sua casa em Los Angeles, Califórnia, e produzido por ele mesmo e por Kevin Churko, com quem já havia trabalhado no disco anterior, Black Rain, de 2007. O álbum, apesar de ter atingido a posição 4 na Billboard 200 nos EUA e 12º no UK Albums Chart, foi considerado comercialmente decepcionante em comparação com trabalhos anteriores.
O álbum foi originalmente intitulado Soul Sucka, mas foi alterado para Scream antes do lançamento, depois que os fãs manifestaram suas objeções. É o único álbum de Osbourne a apresentar o guitarrista Gus G, que substituiu o guitarrista de longa data Zakk Wylde. A bateria do álbum foi gravada por Kevin Churko, embora Tommy Clufetos tenha sido creditado, enquanto ele estava em turnê com a banda de Osbourne na época.  Scream também é o primeiro lançamento a apresentar o tecladista Adam Wakeman, que trabalhou com Osbourne como músico de turnê desde 2004. O single principal lançado do álbum foi "Let Me Hear You Scream", que alcançou o número 6 no Rock Songs americano. É o primeiro álbum de Osbourne desde 1986, The Ultimate Sin, a usar seu logotipo clássico na arte da capa.

## Antecedentes
Para promover o álbum, um pack de faixas de Ozzy Osbourne foi lançado em 15 de junho de 2010 como conteúdo para download da série de videogames Rock Band, contendo três músicas de Scream e três dos maiores sucessos de Ozzy. "Let Me Hear You Scream", "Soul Sucker" e "Diggin 'Me Down" foram lançados ao lado de "I Don't Wanna Stop" (do álbum anterior, Black Rain), "Crazy Babies" (de No Rest for the Wicked) e "No More Tears" em 15 de junho de 2010.
Outras promoções usadas para divulgar o álbum incluem o participação no jogo da Major League Baseball entre Los Angeles Dodgers e Los Angeles Angels of Anaheim em 12 de junho de 2010, no qual Osbourne incentivou a multidão a gritar o título do álbum o mais alto e pelo máximo de tempo possível. O objetivo era conquistar o Guinness World Records pelo grito  mais alto e mais longo de uma multidão, sendo alcançado com sucesso. Embora o nível oficial de decibéis não tenha sido anunciado, o estádio bateu o recorde anterior estabelecido por um grupo de escoteiros finlandeses, com 127,2 dBA. O dinheiro ganho foi doado ao ThinkCure! para ajudar na pesquisa do câncer. Osbourne também apareceu em muitos comerciais, videogames, álbuns etc. para promover o álbum.
"Let Me Hear You Scream" alcançou o número 1 na parada de rock dos EUA, sendo o segundo single de Osbourne a alcançar esse feito. A música foi apresentada junto com "Crazy Train" no videogame Madden NFL 11. Um videoclipe para a musica foi gravado em maio de 2010 e dirigido pelo diretor sueco Jonas Akerlund.
"Life Won't Wait" alcançou o primeiro lugar no Mainstream Rock no Canadá, tornando-o seu terceiro single a alcançar tal feito. "Life Won't Wait" foi anunciado nas notas de produção e exibido durante os créditos finais do filme de terror Saw 3D. O clipe foi dirigido pelo filho de Osbourne, Jack Osbourne.

A CBS também promoveu a música "Let Me Hear You Scream" em seu programa de televisão CSI: NY e também foi destaque no episódio da 6ª temporada, "Redemption".
| Críticas profissionais                                                      | Críticas profissionais |
| Avaliações da crítica                                                       | Avaliações da crítica  |
| Fonte                                                                       | Avaliação              |
| --------------------------------------------------------------------------- | ---------------------- |
| allmusic                                                                    | [ 4 ]                  |
| Rolling Stone                                                               | [ 5 ]                  |
| Esta tabela precisa de ser acompanhada por texto em prosa. Consulte o guia. |                        |

## Faixas
| N.º            | Título                   | Compositor(es)                            | Duração |  |
| 1.             | "Let It Die"             | Ozzy Osbourne, Kevin Churko, Adam Wakeman | 6:06    |  |
| 2.             | "Let Me Hear You Scream" | Osbourne, Churko                          | 3:25    |  |
| 3.             | "Soul Sucker"            | Osbourne, Churko                          | 4:34    |  |
| 4.             | "Life Won't Wait"        | Osbourne, Churko                          | 5:06    |  |
| 5.             | "Diggin’ Me Down"        | Osbourne, Churko, Wakeman                 | 6:03    |  |
| 6.             | "Crucify"                | Osbourne, Churko                          | 3:29    |  |
| 7.             | "Fearless"               | Osbourne, Churko, Wakeman                 | 3:41    |  |
| 8.             | "Time"                   | Osbourne, Churko                          | 5:31    |  |
| 9.             | "I Want It More"         | Osbourne, Churko                          | 5:36    |  |
| 10.            | "Latimer’s Mercy"        | Osbourne, Churko                          | 4:27    |  |
| 11.            | "I Love You All"         | Osbourne, Churko, Wakeman                 | 1:02    |  |
| Duração total: | Duração total:           | Duração total:                            | 49:00   |  |

| 'Tour Edition' disco 2 |                                                                               |                           |         |  |
| N.º                    | Título                                                                        | Compositor(es)            | Duração |  |
| 12.                    | "Hand of the Enemy" (faixa inédita das sessões de 'Scream')                   | Osbourne, Churko, Wakeman | 3:41    |  |
| 13.                    | "One More Time" (originalmente lançado como exclusivo de pré-venda do iTunes) | Osbourne, Churko          | 3:07    |  |
| 14.                    | "Jump the Moon" (bônus na versão japonesa)                                    | Osbourne, Chucko          | 2:54    |  |
| Duração total:         | Duração total:                                                                | Duração total:            | 58:47   |  |

## Integrantes
- Ozzy Osbourne - vocalista
- Gus G. - guitarra
- Rob Nicholson - baixo
- Adam Wakeman - teclado
- Tommy Clufetos - bateria, percussão

## Desempenho comercial
| Tabela (2010)               | Posição alcançada |
| --------------------------- | ----------------- |
| Australian Albums Chart     | 11                |
| Austrian Albums Chart       | 9                 |
| Belgian Ultratop (Wallonia) | 49                |
| Belgian Ultratop (Flanders) | 79                |
| Canadian Albums Chart       | 4                 |
| Czech Republic Albums Chart | 2                 |
| Danish Albums Chart         | 18                |
| Dutch Albums Chart          | 57                |
| Finnish Albums Chart        | 3                 |
| French Albums Chart         | 49                |
| German Albums Chart         | 7                 |
| Greek Albums Chart          | 1                 |
| Hungarian Albums Chart      | 10                |
| Italian Albums Chart        | 29                |
| Japanese Albums Chart       | 11                |
| Mexican Albums Chart        | 60                |
| New Zealand Albums Chart    | 6                 |
| Norwegian Albums Chart      | 5                 |
| Polish Albums Chart         | 3                 |
| Spanish Albums Chart        | 77                |
| Swedish Albums Chart        | 3                 |
| Swiss Albums Top 100        | 8                 |
| UK Albums Chart             | 12                |
| US Billboard 200            | 4                 |
| US Rock Albums              | 1                 |
| US Hard Rock Albums         | 1                 |
| US Digital Albums           | 5                 |

### Posição no final do ano
| Tabela (2010)    | Posição |
| ---------------- | ------- |
| US Billboard 200 | 154     |

## Certificações
| País    | Organização | Ano  | Vendas          |
| Canadá  | CRIA        | 2010 | Ouro (+ 40,000) |
| Polônia | ZPAV        | 2010 | Ouro (+10,000)  |

## Histórico de lançamento
| Região         | Data                |
| -------------- | ------------------- |
| Europa         | 11 de junho de 2010 |
| Reino Unido    | 14 de junho de 2010 |
| Australia      | 18 de junho de 2010 |
| Estados Unidos | 22 de junho de 2010 |
| Japão          | 23 de junho de 2010 |
| Brasil         | 24 de junho de 2010 |